# Henrik IV (pjäs)
Henrik IV eller Kung Henrik den fjärde (originaltitel Henry the Fourth) är två krönikespel av William Shakespeare, del ett och del två. Båda delarna hänger tätt ihop, det är främst omfånget som gör dem till två pjäser. När del två börjar förutsätts publiken känna till vad som hänt i del ett. Pjäserna utgör andra och tredje delen i en tetralogi om regenterna Rikard II av England, Henrik IV av England och Henrik V av England.

## Tillkomsthistoria

### Datering
Del 1 tros vara skriven senast 1597 för att följa upp framgången med Richard II. Detta styrks ytterligare av namnbytet av det ursprungliga sir John Oldcastle till sir John Falstaff. Namnbytet tros ha gjorts efter att pjäsen först spelades men innan den trycktes, som förmodas efter påtryckningar från Oldcastles ättling baronen av Cobham som var Lord Chamberlain (lordkammarherre) från augusti 1596 till mars 1597.
Att den första delen inte kallas så när den registreras hos bokhandlarskrået i februari 1597 eller trycks samma år tyder på att den andra delen inte var påbörjad då. I del två finns även karaktären fredsdomare Shallow som är hämtad från Ben Jonsons pjäs Every Man out of His Humour som spelades först 1599.

### Pjäsens källor
De källor Shakespeare skall ha använt sig av är Raphael Holinsheds Chronicles of England, Scotland, and Ireland, som utkom första gången 1578 och trycktes på nytt 1585, samt i mindre utsträckning Edward Halls The Union of the Two Illustrious Families of Lancaster and York som utkom 1548, men däremot Samuel Daniels The First Four Books of the Civil Wars, ett historiskt poem om rosornas krig som kom ut 1595.
Kronprins Hals obekymrade ungdomsår med fester och fylla, liksom uppgörelserna med den bekymrade fadern, skildras även i den anonyma prosapjäsen The Famous Victories of Henry the fifth. Den registrerades hos the Stationers Company (bokhandlarskrået) för tryckning 1594 men trycktes först 1598. Inspirationen till prins Hals och Falstaffs landsvägsrån kan komma från John Stows The Annales of England från 1592. Stoffet till walesaren Glendower verkar vara hämtat från Thomas Phaers A Myrroure för Magistrates från 1559. För del 2 användes förmodligen även Thomas Elyots The Governour från 1531.

### Tryckningar och text
Första delen anmäldes för tryckning hos the Stationers Company (boktryckarskrået) i februari 1597, som The History of Henrie the Fourth, with the battell at Shrewsburie between the King and Lord Henry Percy, surnamed Hotspur of the North, with the humorous conceits of Sir John Falstaffe och de två första kvartoupplagorna kom 1598. Den andra publicerades av bokhandlaren Andrew Wise och trycktes av Peter Short. Den första kvarton återstår endast i form av ett åtta sidor långt fragment.
Andra delen anmäldes till registret 23 augusti 1600 som The seconde parte of the history of Kinge Henry the iiijth with the humours of Sir Iohn Ffallstaff av bokhandlaren Andrew Wise och kollegan William Aspley och första kvarton av den kom samma år tryckt av Valentine Simmes för samma bokhandlare med titeln The second part of Henrie the fourth, continuing to his death, and coronation of Henrie the fift. With the humours of Sir John Falstaffe, and swaggering Pistoll. Versionen tros grunda sig på Shakespeares eget handskrivna manus. Titelbladet förklarade: "Continuing to his death, and coronation of Henry the Fifth. With the humours of Sir John Falsataff, and swaggering Pistol." Nya kvartoupplagor av första delen kom 1599 (publicerad av Andrew Wise och tryckt av Simon Stafford), 1604 (publicerad av Matthew Lawe och tryckt av Valentine Simmes), 1608 (publicerad av Matthew Lawe och tryckt av John Windet), 1613 (publicerad av Matthew Lawe och tryckt av William White) och 1622 (publicerad av Matthew Lawe och tryckt av Thomas Purfoot).
Båda delarna infogades i First Folio 1623 som sammanställdes av Shakespeares skådespelarkollegor John Heminges och Henry Condell och publicerades av Edward Blount och Isaac Jaggard. Texten till del två grundade sig förmodligen på en sufflörs exemplar och innehåller tillägget av akt 3 scen 1 som saknades i kvarton. I folioupplagan har pjäserna fått titlarna The First Part of Henry the Fourth, with the Life and Death of Henry Sirnamed Hot-spurre och The Second Part of Henry the Fourth.
I folioupplagan var alla heliga eder strukna, en anpassning till en lag stiftad av parlamentet 1606. Sir John Falstaff och hans supbröder Bardolph och Peto hette från början sir John Oldcastle (hämtad från The Famous Victories), Harvey och Russell men namnen ändrades av hänsyn till levande personer. Prins Hal kallar emellertid Falstaff för "my old lad of the castle".
Det äldsta kända manuskriptet till en Shakespearepjäs är en handskrift som kallas the Dering manuscript. Det är från 1622 och grundar sig på femte kvarton av del 1 av Henrik IV från 1613 samt kvarton av del 2 från år 1600. Det är en bearbetning av båda delarna och består till tre fjärdedelar av del 1.

## Handling

### Del 1
Henrik IV har erövrat den engelska tronen genom att fängsla den tidigare kungen Richard II och avrätta honom. Detta hände i pjäsen Richard II. Antagonisten i denna pjäs utgörs av Henrik Percy, hetsporren kallad, son till kungens anförvant som också heter Henrik Percy. Den unge Percy har tagit krigsfångar i slaget vid Homildon Hill mot skottarna. Kungen är arg på att den unge Percy vill behålla fångarna för sig själv. I utbyte erbjuds kung Henrik att få Edmund Mortimer som hålls av walesaren Owen Glendower. Mortimer är kungens svåger och den tidigare kungen Richard II:s arvtagare, men kungen tvivlar på hans lojalitet.
Kung Henrik har ett annat stort bekymmer på halsen. Det är hans son, prins Henrik (det finns alltså fyra Henrik i pjäsen), kallad Hal. Denne ägnar sig enbart åt nöjen. Han är betagen av sin supbroder, den bullrande, skrytsamme och karismatiske sir John Falstaff och dennes hov på tavernan. Det är prins Hal som är pjäsens verklige huvudperson, det är han som utvecklas från ett stadium till ett annat.  Han tillkännager att festandet bara är en fas i hans liv, han är beredd att så småningom axla det ansvar som han höga rang kräver. Samtidigt som han roas av Falstaff så driver han gäck med honom. Hans vänner klär ut sig och rånar Falstaff bara för att få höra honom ljuga om händelsen sedan.
Även kung Henrik är en sammansatt karaktär. Samtidigt som han är en driven maktspelare som fyller ut den kungliga auktoriteten så är han förljugen och ångestfull när det gäller hans tidigare handlingar för att komma i besittning av tronen. Ätten Percy tycker att kung Henrik är otacksam, grälsjuk och krävande. De tidigare anförvanterna vänder sig mot kungen och bildar allians med skottar och walesare.
Inbördeskrig bryter ut och kulminerar i slaget vid Shrewsbury vid Shrewsbury. Kungen och hans trupper står mot ätten Percy, svågern Edmund Mortimer och walesaren Glendower. Prins Hal ansluter tillsammans med Falstaff och de andra dryckesbröderna. I en envig lyckas prins Hal döda hetsporren Henrik Percy. Efteråt kommer Falstaff och sticker sin värja i hetsporren Percys döda kropp, varpå han tar åt sig äran av att ha dödat honom. Prins Hal låter överseende honom hållas. Kung Henrik beslutar sig för att avrätta Percy den äldre. Slaget är slut men inbördeskriget fortsätter. Ärkebiskopen av York ansluter till Mortimer och Glendower. Detta är situationen när andra delen börjar.

### Del 2
I del 2 skildras Falstaffs åldrande, som han håller ifrån sig och förnekar, liksom kungens hastiga insjuknande och dödskamp. Falstaff har nära nog supit och ätit värdshusvärdinnan mistress Quickly ur huset. Lordöverdomaren kommer för att fängsla honom för hans obetalda skulder men han lyckas prata sig ur det. Falstaff fortsätter sin vidlyftiga skörlevnad och ägnar sig även åt småbrottslighet i Londons undre värld. Åldern och fylleriet börjar ta ut sin rätt. En page meddelar att Falstaffs urinprov är friskare än han själv. Efter slaget vid Shrewsbury har även prins Hal återvänt till kroglivet. Tillsammans med sin kompanjon tjuvlyssnar han till hur Falstaff baktalar honom inför värdshusets prostituerade Doll Tearsheet. Prins Hal och Falstaff går skilda vägar.
Det tornar upp sig inför att inbördeskriget skall fortsätta. Rebellstyrkorna leds av ärkebiskopen av York tillsammans med Percy den äldre. De är missnöjda med vad de kallar löftesbrott av kungen. Prins John förhandlar med upprorsmännen och säger sig ge efter för deras krav. Ett fredsavtal sluts, men när rebellarmén går till reträtt förföljs de av prinsens styrkor och huggs ner bakifrån. Upprorsledarna fängslas och halshuggs. Falstaff uppsöker sin gamle skolkamrat fredsdomare Shallow för att få hjälp att rekrytera en styrka. De skroderar om sin ungdoms studieår och om framgångar hos prostituerade. Falstaff hinner sedan fram till kriget när det redan är slut men vidhåller ändå att han än en gång begått hjältedåd.
Kungen insjuknar och närmar sig döden. Prins Hal tror att fadern är död och tar kronan i tron att han själv nu är kung. Kungen vaknar till liv och blir varse prinsens trolöshet innan han dör på riktigt. När Falstaff får höra att Hal nu är kung beger han sig till London i tron att han skall kunna inhösta favörer på grund av sin tidigare vänskap. Men när Hal, nu kung Henrik V, får syn på honom vill han inte längre kännas vid sin gamle dryckesbroder. Falstaff blir skyldig fredsdomare Shallow 1000 pund. Lordöverdomaren arresterar Falstaff för att sätta honom i gäldstugan.

## Översättningar till svenska
Henrik IV finns i sex svenska översättningar och en revision med varierande titlar. År 1848 utkom Carl August Hagbergs översättning med titeln Konung Henrik den fjerde som ingår i Shakspere's dramatiska arbeten. Bd 3. I bibliotekskatalogen Libris finns en översättning av första delen med samma titel som Hagbergs, men utan angivelse av namnet på översättaren eller tryckår. 1927 kom pjäserna i översättning av Per Hallström med titeln Kung Henrik den fjärde, ingående i Shakespeares dramatiska arbeten. Krönikespel. – Bd 3. 1935 reviderade Hjalmar Gullberg Hagbergs översättning för en uppsättning på Kungliga Dramatiska Teatern med titeln Henrik IV. 1964 spelade TV-teatern Karl Ragnar Gierows översättning, också den under titeln Henrik IV. Åke Ohlmarks översättning med titeln Kung Henrik den fjärde kom 1964 i samlingsvolymen Historiska skådespel. 1970 gavs Sven Collbergs revision av Hagbergs översättning ut med titeln Henry IV. I Allan Bergstrands översättning som gavs ut 1983 har pjäserna även då titeln Henry IV. Per Lysanders översättning spelades 1996 av Folkteatern i Gävleborg och år 2000 av Stockholms stadsteater, den förra med titeln Henrik IV och den senare med titeln Henrik den fjärde.

## Uppsättningar
Titelbladet till andra delens första kvartoupplaga år 1600 anger att pjäsen spelats åtskilliga gånger av "Lord Chamberlain his servants". Den första dokumenterade föreställningen av del 1 ägde rum år 6 mars 1600 i baronen av Hunsdons privatpalats inför den flamländske ambassadören, då under titeln The Hotspur. I ett brev från en Rowland Whyte daterat 8 mars omnämns föreställningen som Sir John Old Castlle. Nästa dokumenterade föreställning bestod förmodligen av en bearbetning av båda delarna under titeln Sir John Falstaff vid prinsessan Elisabets giftermål med Fredrik V av Pfalz 1613.
Från år 1700 spelade Thomas Betterton Falstaff i både Henrik IV, båda delarna, och i De muntra fruarna i Windsor. Detta upprepades av James Quin som spelade rollen från 1720-talet tills han drog sig tillbaka 1753. Del 2 har sällan spelats för sig själv. 1821 satte William Charles Mackready upp del 2 för att fira Georg IV:s kröning. Under den viktorianska tiden föll pjäsens popularitet då värdshusscenerna ansågs alltför vulgära för att framföras. Dock spelade Samuel Phelps Falstaff med framgång 1847 och på nytt på Drury Lane Theatre i London 1864.
1913 regisserade Barry Jackson (1879-1961) hela Henrik IV del 1 och till Shakespeares födelsedag 1921 iscensatte han båda delarna. John Gielgud spelade Hotspur (hetsporren) på Old Vic i London. 1900-talets mest uppburna uppsättning spelades på Old Vic 1945 med Ralph Richardson som Falstaff och Laurence Olivier som Hotspur. 1951 spelade Richard Burton prins Hal i Stratford-upon-Avon. 1964 regisserade Peter Hall en omtalad uppsättning med Royal Shakespeare Company då han för första gången sammanfogade krönikespelen från Richard II till Richard III till The War of the Roses. Detta upprepades av Michael Bogdanov 1985 med English Shakespeare Company.

### Uppsättningar i Sverige
26 februari 1862 hade Konung Henrik IV svensk premiär på den privata Mindre Teatern i Stockholm under ledning av Edvard Stjernström. Denne spelade även Falstaff och kungen spelades av Ulrik Torsslow, båda fick mycket beröm för sina roller. Pjäsen gavs i en femaktsbearbetning av båda delarna. 1885 spelades Konung Henrik IV på Nya Teatern i Stockholm med norrmannen Johannes Brun som Falstaff och Emil Hillberg som kungen.

#### Uppsättningar i Sverige sedan år 1900
- 1907 Svenska Teatern, Stockholm, med Oscar Bæckström & Lydia Molander
- 1929 Kung Henrik den fjärde, Radioteatern, regi Per Lindberg
- 1935 Konung Henrik den fjärde, Dramaten, översättning Carl August Hagberg & Hjalmar Gullberg, regi Alf Sjöberg, med Lars Hanson & Edvin Adolphson
- 1946 Dramaten, regi Göran Gentele, med Bengt Eklund & Per Oscarsson
- 1946 Kung Henrik IV, Radioteatern, regi Olof Molander, med Ivar Kåge
- 1964 Henry IV, TV-teatern, översättning Karl Ragnar Gierow, regi Keve Hjelm, med Monica Nielsen, Ulf Palme, Lissi Alandh, Hjördis Petterson, Allan Edwall, Håkan Serner, Iwar Wiklander, Heinz Hopf, Georg Årlin, Lars Passgård & Gunnar Olsson
- 1969 Henry IV, Riksteaterns Västeråsensemble
- 1970 The Hollow Crown, gästspel av Royal Shakespeare Company på Riksteatern, regi John Barton
- 1986 Radioteatern (båda delarna fördelade på tre sändningar: Falstaff, Harry mot Harry & Henrik är död! Leve Henrik!, ingående i serien Rosornas krig), översättning Carl August Hagberg, regi Johan Bergenstråhle, med Per Myrberg, Anders Ahlbom Rosendahl, Ingvar Kjellson, Peter Andersson, Bengt Eklund, Pernilla August, Gunvor Pontén, Örjan Ramberg & Peter Harryson
- 1996 Folkteatern i Gävleborg, översättning Per Lysander, regi Peter Oskarson och Ma Ke, med Rolf Lassgård, Gustaf Hammarsten, Alexandra Rapaport & Maria Bonnevie
- 2000 Henrik den fjärde, Stockholms stadsteater, översättning Per Lysander, regi Ronny Danielsson, med Anders Ahlbom Rosendahl, Peter Harryson & Morgan Alling

## Filmatiseringar
- 1960 regi Worthington Miner (TV)
- 1965 Chimes at Midnight (Falstaff), regi Orson Welles, med Orson Welles, Jeanne Moreau & John Gielgud
- 1979 The Second Part of King Henry the Fourth, Containing His Death and the Coronation of King Henry the Fift, regi David Giles
- 1984 Enrico IV, regi Marco Bellocchio, med Marcello Mastroianni & Claudia Cardinale
- 1995 regi John Caird (TV)
- 2012 The Hollow Crown (Henrik IV del 1 & 2 utgjorde del 3 & 4 i miniserien), regi Richard Eyre, med Jeremy Irons, Tom Hiddleston, Julie Walters, Michelle Dockery, David Hayman, Alun Armstrong, Simon Russell Beale & Robert Pugh  (TV)